# Teateråret 2007

## Händelser

### Februari
- 3 februari – August Strindbergs Dödsdansen I-II, i regi av John Caird, har premiär på Dramaten i Stockholm, vilket innebär att Dramten för första gången spelar båda delarna som två akter av samma pjäs [1].
- 19 februari – Eva Molins Monolog I, Gabriel i regi av Mats Flink och Martina Montelius Monolog II, Beatrice', i regi av Clara Diesen, har premiär på Teater Galeasen [1].

### September
- 7 september
  - Pjäsen Kalla det vad fan du vill, i regi av Anna Sjövall efter Marjaneh Bakhtiaris roman med samma namn, har premiär på Malmö stadsteater [1].
  - William Shakespeares pjäs Romeo och Julia, i regi av Maria Löfgren, har premiär på Göteborgs stadsteater. Tappningen är modern, och utspelar sig i samtiden där musiken bland annat är Håkan Hellströms sånger [1].
- 30 september – Harold Pinters pjäs Hemkomsten i regi av Thommy Berggren och Martina Montelius Monolog II, Beatrice', i regi av Clara Diesen, har premiär på Teater Galeasen [1].

### November
- 17 november - Backa Teater inviger sitt nya teaterhus på Lindholmen i Göteborg [2].

### Okänt datum
- Pjäsen Efter Fredrik börjar, i omarbetad version efter stor genomslagskraft bland skolungdomar, ger sig ut på turné med Riksteatern efter premiär i Skärholmen [1].
- Årets teaterbiennal hålls i Örebro. Utvalda föreställningar är bland annat Invasion! skriven av Jonas Hassen Khemiri och regisserad av Farnaz Arbabi
- Svenska teaterkritikers förenings stora pris tilldelas Farnaz Arbabi
- Linus Tunström efterträder Stefan Böhm som chef för Uppsala stadsteater

## Årets uppsättningar

### Okänt datum
- Tomten - En sommarsaga i Gunnebo sommarspel
- The Sound of Music - Göta Lejon.
- En måste ju leva - Angereds Teater.
- Galenskaparna och After Shave firar 25 år, C Eriksson Solo är en av två jubileumsföreställningar.
- Lilla Livet av Sofia Fredén på Göteborgs Stadsteater.

## Avlidna
- 13 februari – Johanna Sällström, 32, svensk skådespelare
- 18 juli – Erik Appelgren, 62, svensk teaterregissör och skådespelare
- 26 juli – Lars Forssell, 79, svensk dramatiker, författare och poet
- 30 juli – Ingmar Bergman, 89, svensk regissör
- 13 augusti – Lennart Mörk, 84, svensk scenograf

### Fotnoter
1. 1 2 3 4 5 6   När Var Hur 2008. DN
2. ↑  ”Backa Teater”. http://www.stadsteatern.goteborg.se/backateater/om-oss/allt-vi-spelat/2007/Brott-och-straff-projektet/. Läst 24 mars 2011.[död länk]